# Căuaș
Căuaș é uma comuna romena localizada no distrito de Satu Mare, na região histórica da Transilvânia. A comuna possui uma área de 94.27 km² e sua população era de 2458 habitantes segundo o censo de 2007.